# Gägelow
Gägelow ist eine Gemeinde im Landkreis Nordwestmecklenburg in Mecklenburg-Vorpommern (Deutschland). Die Gemeinde wird seit dem 1. April 2005 vom Amt Grevesmühlen-Land mit Sitz in der Stadt Grevesmühlen, die eine Verwaltungsgemeinschaft mit dem Amt bildet, verwaltet. Der Ort ist Teil der Metropolregion Hamburg.

## Geografie
Gägelow liegt in leicht hügeligem, zur Wismarer Bucht hin abfallendem Gelände unmittelbar an der südwestlichen Stadtgrenze der Hansestadt Wismar. Die Entfernung zu den Badestränden der Eggers Wiek beträgt nur wenige Kilometer.
Umgeben wird Gägelow von den Nachbargemeinden Hohenkirchen und Zierow im Norden, Wismar im Nordosten, Barnekow im Osten, Bobitz im Süden, Upahl im Südwesten sowie Grevesmühlen im Westen.
Zu Gägelow gehören die Ortsteile Gressow, Jamel, Neu Weitendorf, Proseken, Sternkrug, Stofferstorf, Voßkuhl, Weitendorf und Wolde.

## Geschichte
Gressow: Die Dorfkirche Gressow ist ein Bau der Backsteingotik aus dem 14. Jahrhundert, die 1230 im Ratzeburger Zehntregister erwähnt wurde. Gutshaus Gressow stammt von 1789. Am 1. Juli 1950 wurden Jamel und Wolde nach Gressow eingemeindet.
Jamel: wurde 1230 als Jamene erstmals erwähnt und gehörte zum Kirchspiel Gressow.
Neu Weitendorf: Das südöstlich gelegene Großsteingrab ist eine Megalithanlage der Trichterbecherkultur, die zwischen 3500 und 2800 v. Chr. entstanden ist.
Proseken: Die gotische Dorfkirche Proseken wurde 1230 im Ratzeburger Zehntregister erwähnt.
Weitendorf  Die gotische Kapelle Weitendorf wurde 1230 im Ratzeburger Zehntregister aufgeführt. Gutsbesitzer waren u. a. die Familien Johann Flemming, von Manteuffel, von Plessen, von Fersen, von Negendanck (ab um 1350), von Both (ab 1764) und Biel (ab 1784). Am 1. Juli 1950 wurde Weitendorf nach Gägelow eingemeindet.

## Bevölkerung
| Jahr | Einwohner |
| ---- | --------- |
| 1990 | 1563      |
| 1995 | 1871      |
| 2000 | 2629      |
| 2005 | 2679      |
| 2010 | 2571      |
| 2015 | 2521      |

| Jahr | Einwohner |
| ---- | --------- |
| 2020 | 2579      |
| 2021 | 2555      |
| 2022 | 2551      |
| 2023 | 2614      |

Stand: 31. Dezember des jeweiligen Jahres

## Politik

### Gemeindevertretung
Die Gemeindevertretung von Gägelow besteht aus 12 Mitgliedern. Die Kommunalwahl am 9. Juni 2024 führte bei einer Wahlbeteiligung von 65,5 % zu folgendem Ergebnis:
| Partei / Wählergruppe              | Stimmenanteil 2019 | Sitze 2019 |  | Stimmenanteil 2024 | Sitze 2024 |
| ---------------------------------- | ------------------ | ---------- |  | ------------------ | ---------- |
| Wir für die Gemeinde Gägelow (WfG) | 25,5 %             | 3          |  | 33,1 %             | 4          |
| Aktive Bürger Gägelow (ABG)        | –                  | –          |  | 16,2 %             | 2          |
| Wählergemeinschaft Heimatliebe     | 09,5 %             | 1          |  | 16,1 %             | 2          |
| Die Linke                          | 21,0 %             | 3          |  | 14,0 %             | 2          |
| CDU                                | 19,4 %             | 2          |  | 12,0 %             | 1          |
| SPD                                | 18,3 %             | 2          |  | 08,6 %             | 1          |
| Einzelbewerber Dirk Stein          | 06,3 %             | 1          |  | –                  | –          |
| Insgesamt                          | 100 %              | 12         |  | 100 %              | 12         |

### Bürgermeister
- 2019–2024: Friedel Helms-Ferlemann (CDU)
- seit 2024: Christina Wandel (Wir für die Gemeinde Gägelow)

Helms-Ferlemann wurde in der Bürgermeisterstichwahl am 16. Juni 2019 mit 58,4 % der gültigen Stimmen gewählt. Bei der Bürgermeisterwahl am 9. Juni 2024 wurde Wandel mit 57,3 % der gültigen Stimmen zu seiner Nachfolgerin gewählt. Ihre Amtsdauer beträgt fünf Jahre.

### Wappen
| Wappen von Gägelow | Blasonierung: „In Blau eine goldene Spitze, belegt mit einer halben roten Spitze, darin eine zwölfblättrige, goldene Rosette; vorn und hinten ein goldener Felsbrocken.“ |
| Wappen von Gägelow | Wappenbegründung: In dem Wappen sollen die Spitzen und die Rosette die kunstgeschichtlich interessante Dorfkirche im Ortsteil Proseken versinnbildlichen, deren Turm unterhalb des Spitzhelms reichen Blendenschmuck aus Rauten, Rosetten und Spitzbogenblenden aufweist. Die Felsbrocken sollen auf die Zeugen der Besiedlung in der Jungsteinzeit, auf die zahlreich in der Gemeindeflur vorhandenen Großsteingräber verweisen. Mit der Tingierung wird auf die Zugehörigkeit der Gemeinde zum Landesteil Mecklenburg hingedeutet. Das Wappen wurde von dem Weimarer Heraldiker Michael Zapfe gestaltet. Es wurde am 4. November 1996 durch das Ministerium des Innern genehmigt und unter der Nr. 116 der Wappenrolle des Landes Mecklenburg-Vorpommern registriert. |

### Flagge
Die Gemeinde verfügt über keine amtlich genehmigte Flagge.

### Dienstsiegel
Das Dienstsiegel zeigt das Gemeindewappen mit der Umschrift „GEMEINDE GÄGELOW • LANDKREIS NORDWESTMECKLENBURG“.

## Sehenswürdigkeiten
- Dorfkirche Gressow
- Dorfkirche Proseken
- Kapelle Weitendorf

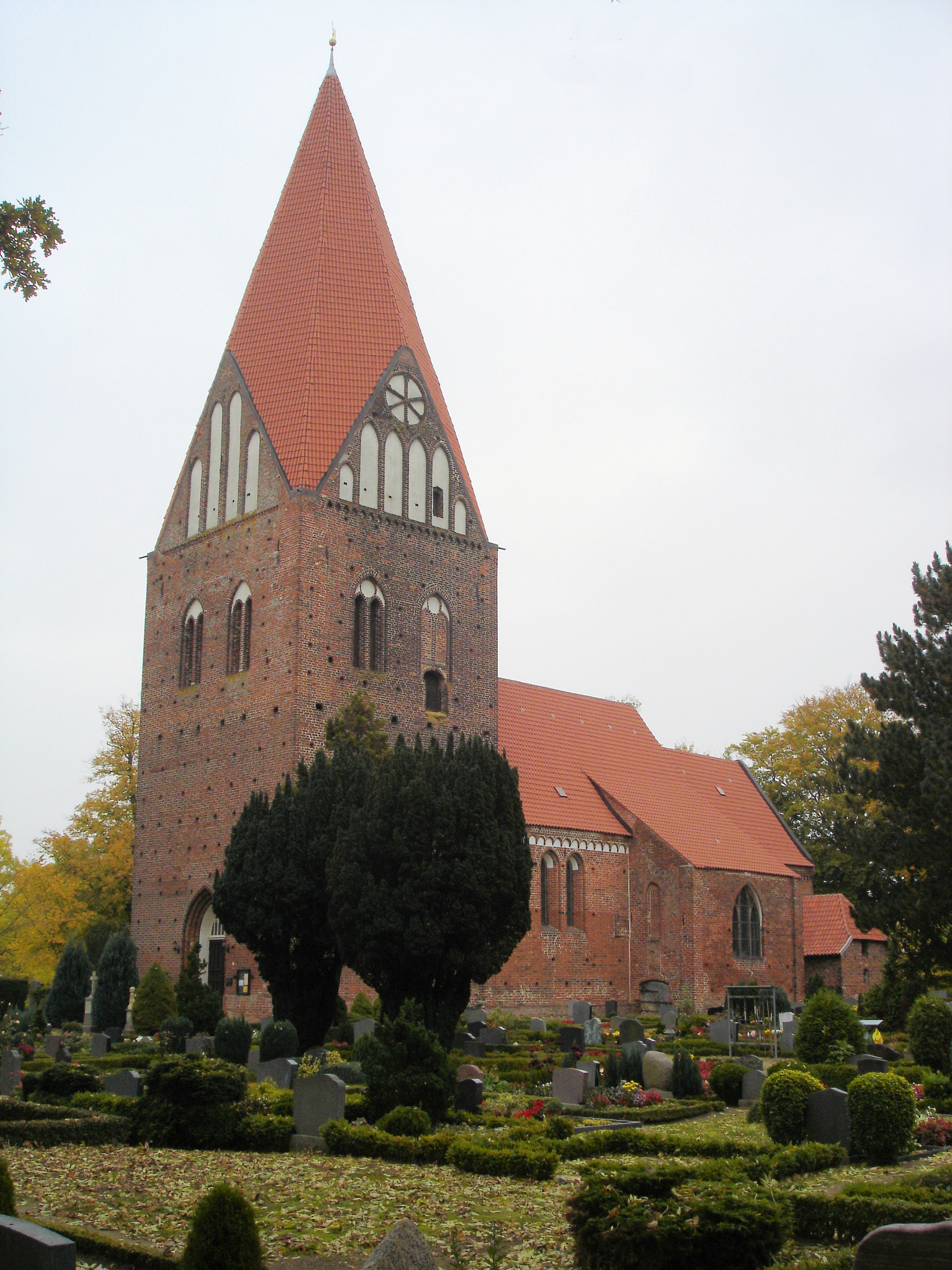
Kirche Proseken

- Auf dem Kunstweg nach Weitendorf sind Skulpturen ausgestellt.[10]
- Zwei Gräber auf dem Friedhof des Ortsteiles Proseken für namentlich bekannte sowjetische Zwangsarbeiter, die 1941/42 Opfer der Zwangsarbeit wurden. Der ihnen geltende Gedenkstein wurde 1991 von Unbekannten auf eine daneben befindliche Grabstätte für drei deutsche Wehrmachtssoldaten versetzt
- Das Gutshaus in Gressow wurde 1789 auf Geheiß Friedrich II. errichtet und diente als Sitz des Gutsverwalters. Inzwischen wieder vollständig in privater Hand wird es derzeit saniert.

## Wirtschaft und Infrastruktur
Bemerkenswert ist die Ansiedlung sehr vieler Firmen in den Gewerbegebieten der Gemeinde. Die Grundlage dafür liegt nicht zuletzt in der guten Infrastruktur Gägelows vor den Toren Wismars: die Lage an den Bundesstraßen 105 und 106 sowie an der Verbindungsstraße von Wismar in die Kleinstadt Klütz. Südlich von Gägelow verläuft die Bundesautobahn 20. Der nächste Bahnhof liegt in Wismar.